# Baltiken
Baltiken är en sjö i Vilhelmina kommun i Lappland och ingår i Vapstälvens huvudavrinningsområde. Sjön har en area på 0,458 kvadratkilometer och ligger 689,1 meter över havet. Baltiken ligger i Södra Gardfjället Natura 2000-område.

## Delavrinningsområde
Baltiken ingår i det delavrinningsområde (725408-148731) som SMHI kallar för Utloppet av Baltiken. Medelhöjden är 738 meter över havet och ytan är 4,37 kvadratkilometer. Det finns inga avrinningsområden uppströms utan avrinningsområdet är högsta punkten. Vattendraget som avvattnar avrinningsområdet har biflödesordning 2, vilket innebär att vattnet flödar genom totalt 2 vattendrag innan det når havet efter 81 kilometer. Avrinningsområdet består mestadels av skog (72 procent) och kalfjäll (17 procent). Avrinningsområdet har 0,46 kvadratkilometer vattenytor vilket ger det en sjöprocent på 10,5 procent.